# Samuel Goldwyn
Samuel Goldwyn (właśc. Szmuel Gelbfisz; ur. 17 sierpnia 1879 w Warszawie, zm. 31 stycznia 1974 w Los Angeles) – polsko-amerykański producent filmowy, współzałożyciel wytwórni Metro-Goldwyn-Mayer.

## Życiorys
Urodził się w Warszawie jako Szmuel Gelbfisz w rodzinie polskich żydowskich chasydów. Był najstarszym z szóstki dzieci Aharona Dawida Gelbfisza i Chany Frymet Gelbfisz (z domu Fiszhaut). W domu panowała bieda. Ojciec zajmował się handlem meblami, ale głównie interesowało go zgłębianie Talmudu. W 1895, po śmierci ojca, postanowił opuścić Polskę. 
Pieszo dotarł do Niemiec, aby następnie trafić statkiem do Birmingham w Anglii (przyjął tu nazwisko: Samuel Goldfish). Pracował w sklepie z artykułami kowalskimi, żebrał, prawdopodobnie również kradł. W 1896 przez Kanadę wyemigrował do USA. W 1902 uzyskał amerykańskie obywatelstwo. Początkowo zajmował się sprzedażą rękawiczek, wkrótce stał się jednym z najbardziej znanych handlarzy w tej branży. Handlował również tanią biżuterią. Wieczorami wytrwale uczył się angielskiego, choć nigdy nie nauczył się mówić w tym języku płynnie.
W 1913 nakłonił swojego szwagra, Jesse Lasky’ego, do zajęcia się produkcją filmową. Założyli firmę Jesse L. Lasky Feature Play Company, podjęli współpracę ze scenarzystą Cecilem B. DeMille’em, któremu zlecono wyreżyserowanie pierwszego filmu – The Squaw Man, który dał początek westernom. Goldfish zajął się w firmie poszukiwaniem kupców dla realizowanych filmów. W 1916 Jesse L. Lasky Feature Play Company połączyło się z inną firmą producencką, Adolph Zukor’s Famous Players.
W 1916 Goldfish odszedł ze spółki (prawdopodobnie z powodu konfliktów ze wspólnikami), która później przekształciła się w Paramount Pictures. W tym samym roku rozpoczął współpracę z Edgarem i Archibaldem Selwyn, z którymi założył firmę Goldwyn Pictures Corporation. Nazwa firmy była połączeniem pierwszej sylaby nazwiska Goldfisha i drugiej sylaby nazwiska jego partnerów. W grudniu 1918 oficjalnie zmienił nazwisko z Goldfish na Goldwyn. W 1923 opuścił firmę (prawdopodobnie został do tego zmuszony przez wspólników) i sprzedał swoje udziały. W 1924 firma została przejęta przez Marcusa Loewa i jego Metro Pictures Corporation. Wkrótce, po kolejnej fuzji, przekształciła się w Metro-Goldwyn-Mayer.
Goldwyn na nowo zajął się produkcją niezależną w ramach firmy Samuel Goldwyn Studio. Był bardzo cenionym producentem, znanym przede wszystkim z wysokiej jakości swoich filmów (nigdy nie wyprodukował filmu klasy B). Współpracował z najbardziej znanymi scenarzystami, reżyserami i aktorami.
W 1947 wyprodukowany przez niego dramat Najlepsze lata naszego życia w reżyserii Williama Wylera otrzymał Oscara w kategorii najlepszy film roku. Goldwyn został również uhonorowany nagrodą im. Irvinga G. Thalberga, przyznawaną producentom filmowym (1947), nagrodą im. Jeana Hersholta (1958) oraz Złotym Globem za całokształt twórczości (1973).
Nigdy nie nauczył się dobrze mówić po angielsku, często przekręcał słowa. Słynął z błyskotliwych i dowcipnych powiedzonek, które często były po prostu skutkiem nieznajomości angielskiego. Powiedzonka te zyskały miano „goldwynizmów” (np. „Umowa ustna nie jest warta papieru, na którym została spisana”, „Kobiety będą chodzić do kina, by, po pierwsze, zobaczyć film i gwiazdy, a po drugie, by zobaczyć najnowszą modę”). Znany był również ze złośliwości, oszczędności i niestandardowych zachowań. Zwykł chodzić na długie spacery. Tuż za nim jechała zawsze limuzyna z kierowcą. Namiętnie grywał w pokera.
W latach 1910–1915 jego żoną była Blanche Lasky, z którą miał córkę Ruth Capps. W 1925 poślubił aktorkę Frances Howard, z którą miał syna, Samuela Goldwyna Jr., który po śmierci ojca przejął jego firmę.
Zmarł w 1974 roku z powodu niewydolności serca. Został pochowany na Forest Lawn Memoriał Park w Glendale.  

## Filmografia
Producent
- Porgy i Bess – 1959

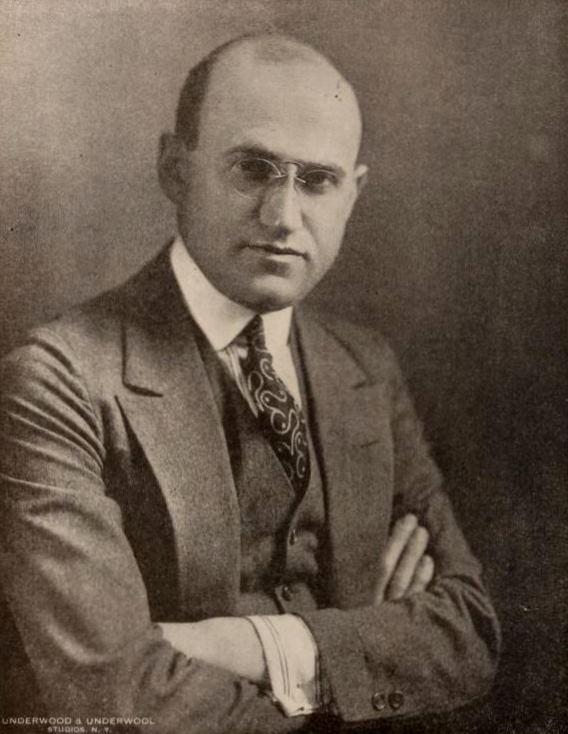
Samuel Goldwyn (1919)

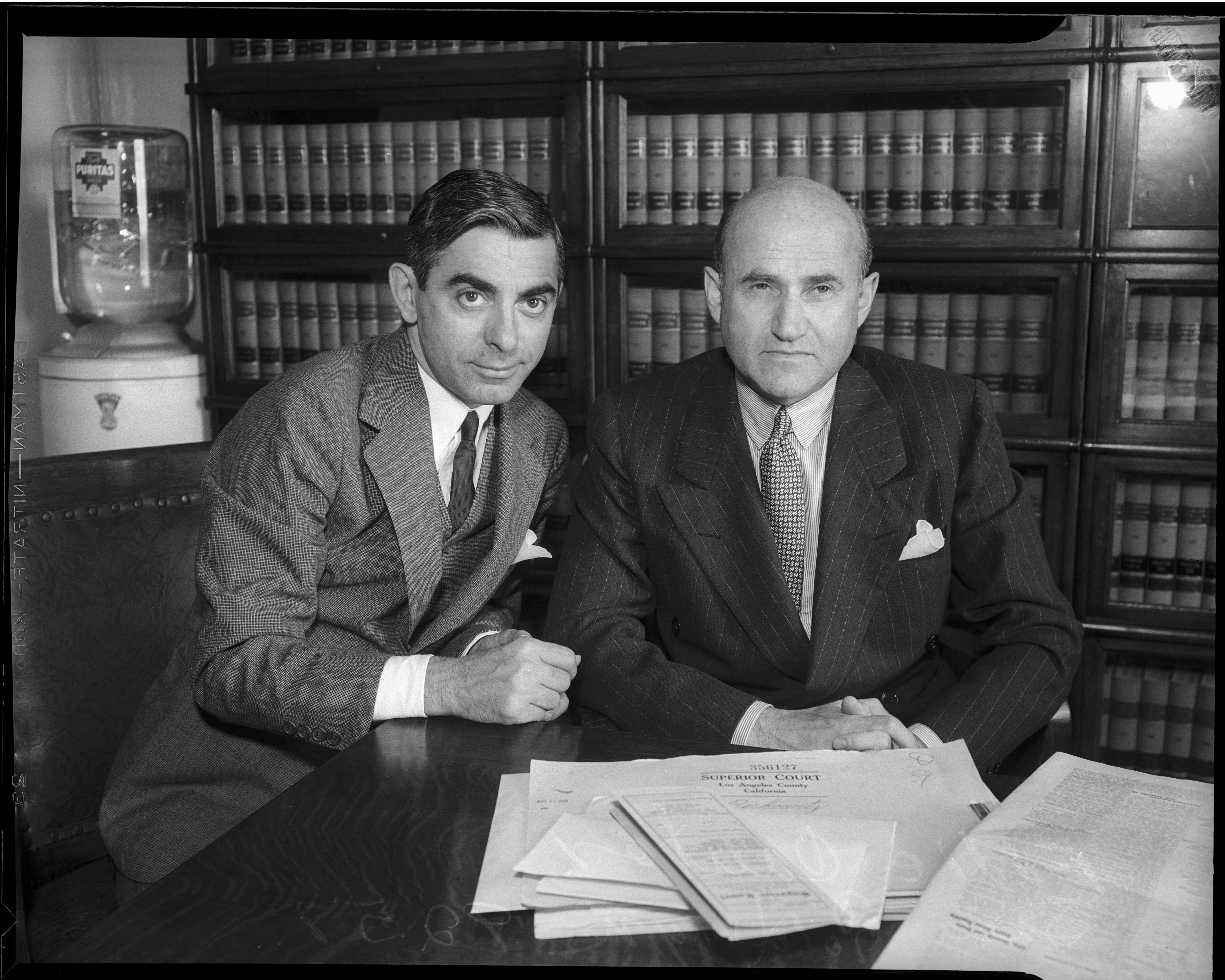
Eddie Cantor i Samuel Goldwyn (ok. 1934)

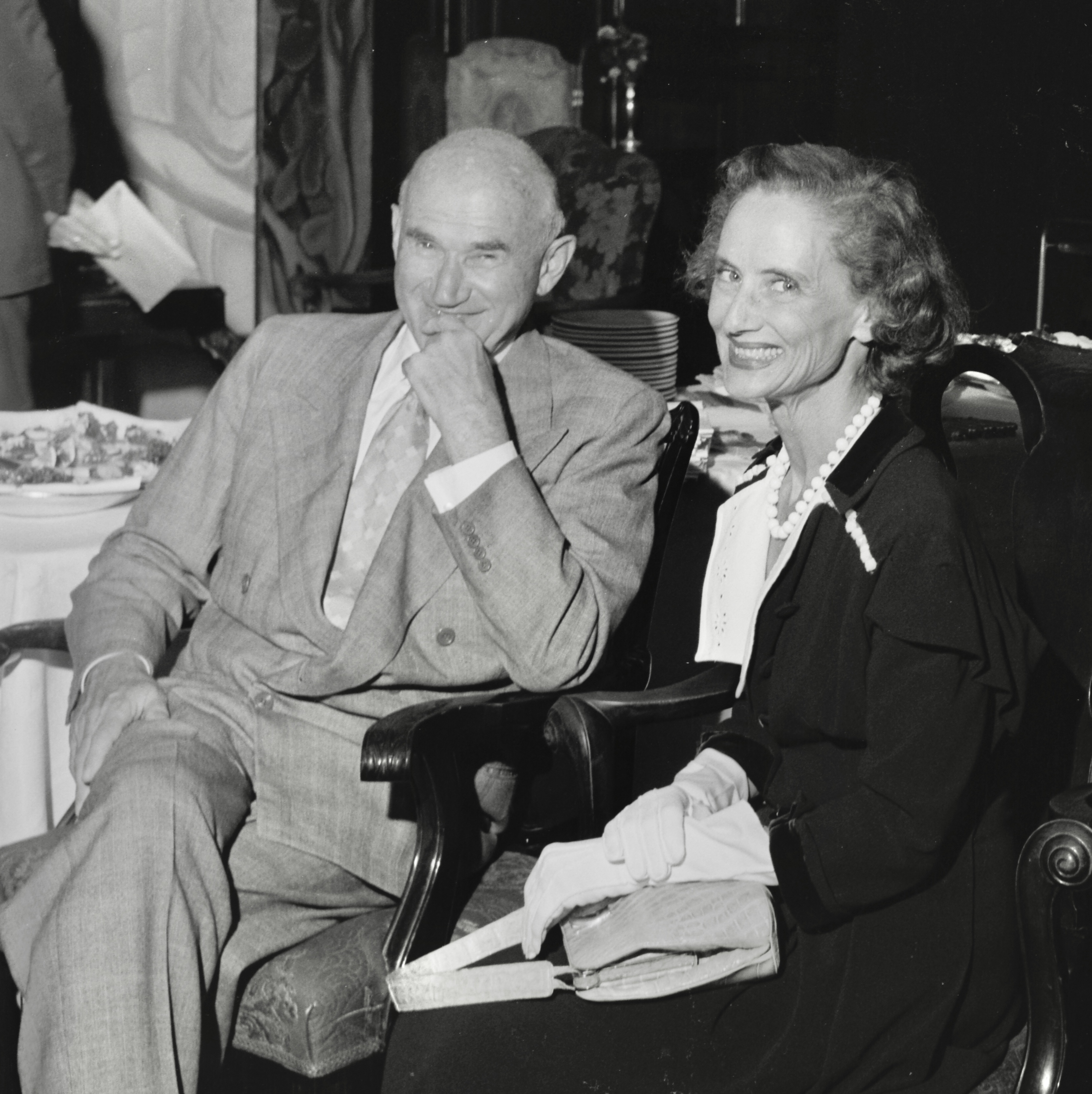
Goldwyn z małżonką Frances Howard (1953)

- Faceci i laleczki (Guys and Dolls) – 1955
- Hans Christian Andersen – 1952
- I Want You – 1951
- Our Very Own – 1950
- Edge of Doom – 1950
- Moje zwariowane serce (My Foolish Heart) – 1949
- Roseanna McCoy – 1949
- A Song Is Born – 1948
- Enchantment  – 1948
- Żona biskupa (The Bishop’s Wife) – 1947
- The Secret Life of Walter Mitty – 1947
- The Kid from Brooklyn – 1946
- Najlepsze lata naszego życia (The Best years of our lives) – 1946
- Wonder Man – 1945
- Księżniczka i pirat (The Princess and the Pirate) – 1944
- Up in Arms  – 1944
- They Got Me Covered – 1943
- The North Star – 1943
- Duma Jankesów (The Pride of the Yankees) – 1942
- Małe liski (The Little Foxes) – 1941
- Ognista kula (Ball of Fire) – 1941
- Raffles  – 1940
- Człowiek z zachodu (The Westerner) – 1940
- Wichrowe Wzgórza (Wuthering Heights) – 1939
- The Real Glory – 1939
- They Shall Have Music – 1939
- Kowboj i dama (The Cowboy and the Lady) – 1938
- Marco Polo (The Adventures of Marco Polo) – 1938
- The Goldwyn Follies – 1938
- Śmiertelny zaułek (Dead End) – 1937
- Stella Dallas – 1937
- Woman Chases Man – 1937
- Huragan (The Hurricane) – 1937
- Strike Me Pink – 1936
- Dodsworth – 1936
- Prawo młodości (Come and Get It) – 1936
- Ukochany wróg (Beloved Enemy) – 1936
- Ich troje (These Three) – 1936
- Barbary Coast – 1935
- Splendor – 1935
- Czarny anioł (The Dark Angel) – 1935
- Noc weselna (The Wedding Night) – 1935
- Kid Millions  – 1934
- Katiusza (We Live Again) – 1934
- Nana – 1934
- Roman Scandals – 1933
- The Masquerader – 1933
- Arsene Lupin – 1932
- Byłem ci wierny, Cynaro (Cynara) – 1932
- Urwis z Hiszpanii (The Kid from Spain) – 1932
- The Greeks Had a Word for Them – 1932
- Wielkomiejskie ulice (Street Scene) – 1931
- Arrowsmith – 1931
- The Unholy Garden – 1931
- Tonight or Never – 1931
- Palmy Days – 1931
- One Heavenly Night – 1931
- Raffles – 1930
- Byczo jest! (Whoopee!) – 1930
- The Devil to Pay! – 1930
- Bulldog Drummond – 1929
- Skazaniec (Condemned) – 1929
- This Is Heaven – 1929
- Two Lovers – 1928
- The Awakening – 1928
- Noc miłości (The Night of Love) – 1927
- Magiczny płomień (The Magic Flame) – 1927
- Rozpętane żywioły (The Winning of Barbara Worth) – 1926
- Partners Again – 1926
- Ben-Hur: A Tale of the Christ – 1925
- Złodziej w raju (A Thief in Paradise) – 1925
- Anioł ciemności (The Dark Angel) – 1925
- Stella Dallas – 1925
- In Hollywood with Potash and Perlmutter – 1924
- Cytherea – 1924
- The Eternal City – 1923
- The Day of Faith – 1923
- The Eternal Three – 1923
- Unseeing Eyes – 1923
- Potash and Perlmutter – 1923
- Lost and Found on a South Sea Island – 1923
- Sherlock Holmes – 1922
- Hungry Hearts – 1922
- Zerwane łańcuchy (Broken Chains) – 1922
- A Blind Bargain – 1922
- Mr. Barnes of New York – 1922
- What Ho, the Cook – 1921
- Don’t Neglect Your Wife – 1921
- Doubling for Romeo – 1921
- Kara (The Penalty) – 1920
- Jes’ Call Me Jim – 1920
- Laughing Bill Hyde – 1918
- Polly of the Circus – 1917
- The Fighting Odds – 1917
- Słoneczna Aleja (Sunshine Alley) – 1917

## „Goldwynizmy”
- w języku polskim
- w języku angielskim